# 石阡府

貴州省の石阡府の位置（1820年）

石阡府（せきせんふ）は、中国にかつて存在した府。明代から民国初年にかけて、現在の貴州省石阡県一帯に設置された。

## 概要
もとは思州宣慰司の地にあたる。1413年（永楽11年）、明により石阡府が置かれた。石阡府は貴州省に属し、石阡長官司・竜泉坪長官司・苗民長官司・葛彰葛商長官司の4長官司を管轄した。1601年（万暦29年）、竜泉坪長官司は竜泉県と改められた。
清のとき、石阡府は貴州省に属し、竜泉県を管轄した。
1913年、中華民国により石阡府は廃止された。